# فاطمه نادری

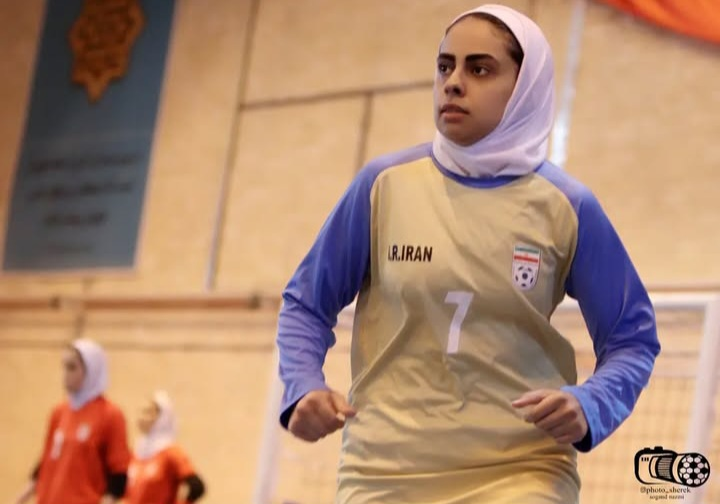
تصاویری از حضور فاطمه نادری در اردوی تیم ملی فوتسال بانوان ایران

فاطمه نادری (زاده ۱۳ آذر ۱۳۷۴ در شهرستان ساری، استان مازندران) بازیکن فوتسال اهل ایران است؛ وی سابقه دعوت به اردوی تیم ملی فوتسال زنان ایران در سال ۱۴۰۱ را دارد.

## سوابق باشگاهی و ملی
وی سابقه بازی برای تیم های شهروندساری ، سون نوشهر ، صنایع آشامیدنی نوا آمل ، دیواندره کردستان ، ستارگان کنگان ، استقلال ساری و پایندگان ساری را در کارنامه باشگاهی خودش دارد.
وی در سال ۱۴۰۱ به اردوی مقدماتی تیم ملی فوتسال بانوان ایران دعوت شده بود که در نهایت در لیست نهایی تیم ملی فوتسال بانوان قرار نگرفت.

## افتخارات
- صعود از لیگ دسته یک فوتسال بانوان ایران ۱۳۹۷ به لیگ برتر فوتسال بانوان ۱۳۹۸ به همراه شهروند ساری[۳]
- قهرمانی لیگ دسته یک فوتسال بانوان ایران ۱۴۰۰ به همراه صنایع آشامیدنی نوا آمل
- قهرمانی لیگ برتر فوتسال بانوان ایران ۱۴۰۱ به همراه صنایع آشامیدنی نوا آمل[۴][۵]

## نگارخانه

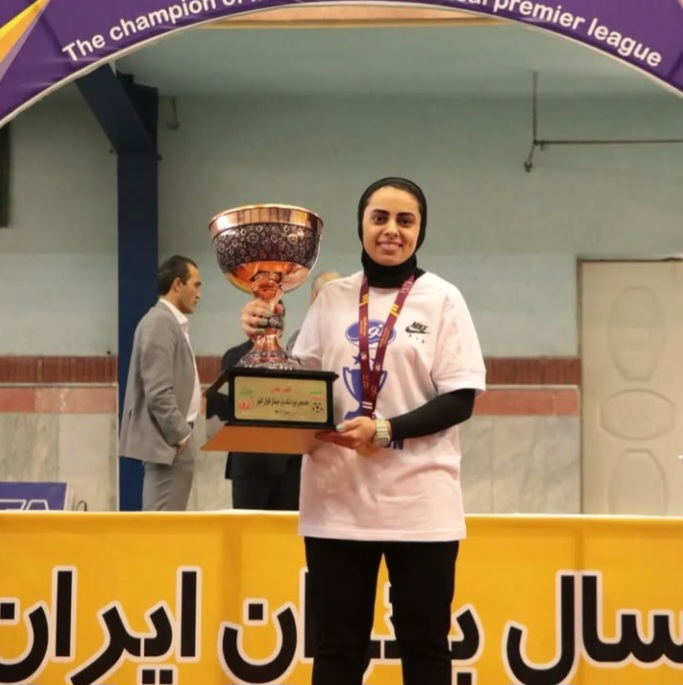

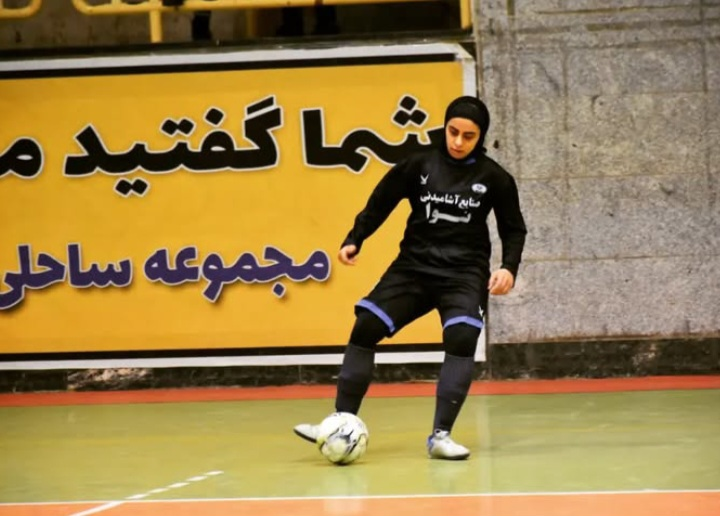

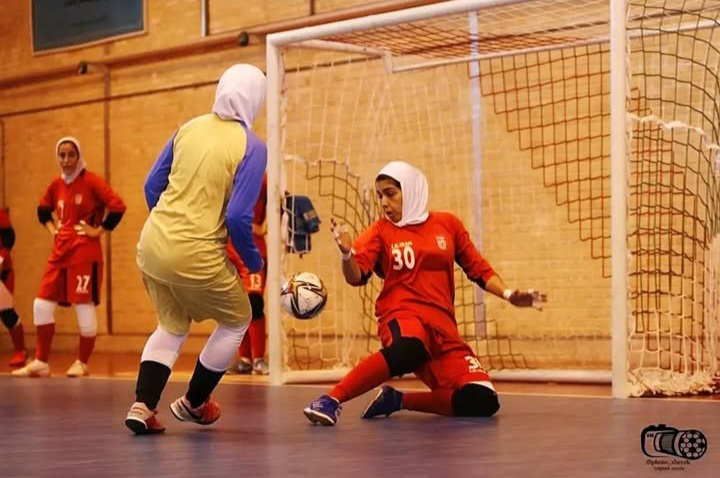

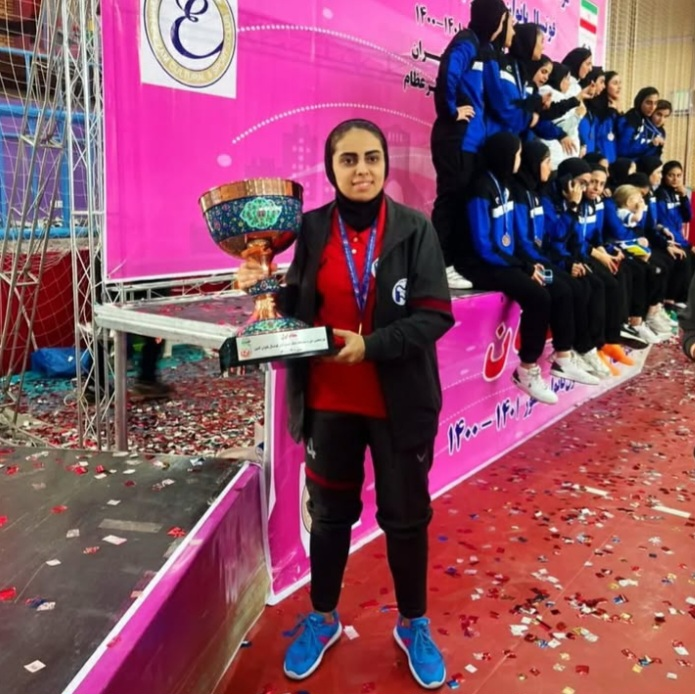

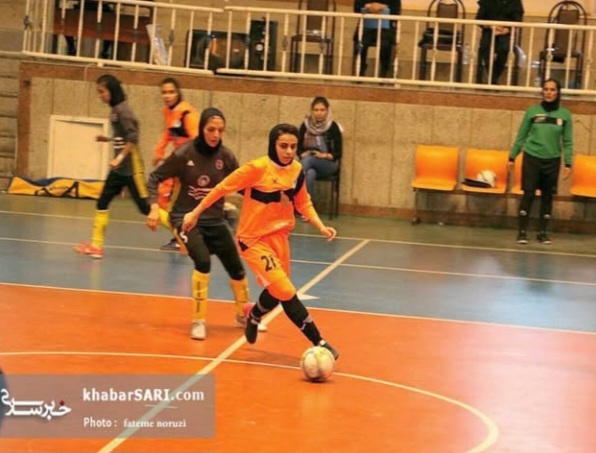